# Stevenskerk (Nijmegen)

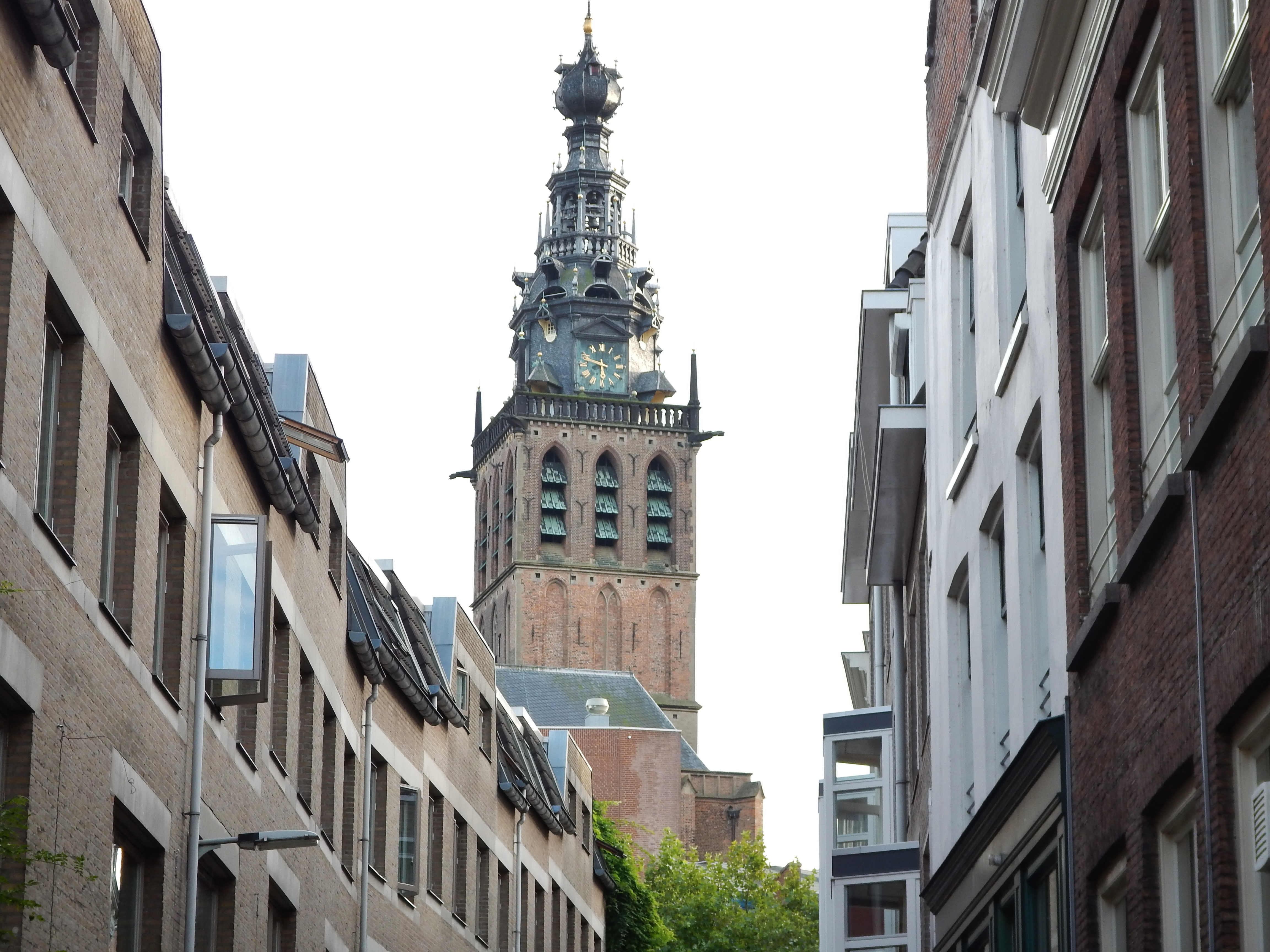
Turm der Kirche

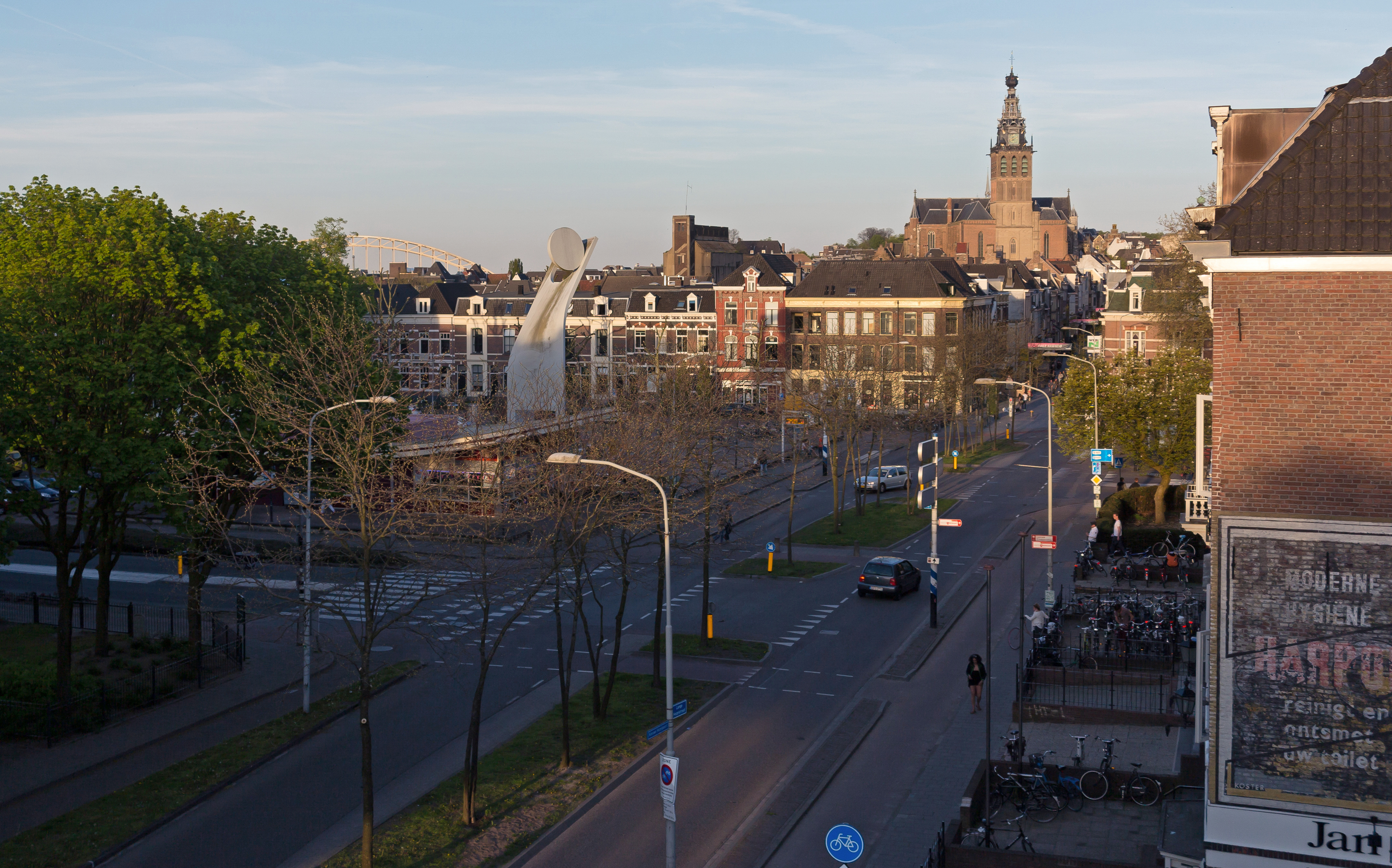
Gesamtansicht der Kirche von der Fahrradbrücke Snelbinder

Die Stevenskerk oder Grote Kerk (deutsch Große Kirche) ist die historische Hauptpfarrkirche der niederländischen Stadt Nijmegen (deutsch Nimwegen) in der Provinz Gelderland. Heute gehört die Kirche zur ökumenischen Citygemeinde. Sie ist nach dem heiligen Erzmärtyrer Stephanus benannt.

## Geschichte
Die erste Nijmeger Pfarrkirche war der Heiligen Gertrudis geweiht und befand sich im Bereich der Burg. Im Jahre 1254 stellte das Kölner Stift St. Aposteln als Pfarrherr ein Gelände im Zentrum der Stadt zur Verfügung, auf dem eine neue Kirche errichtet werden konnte. Nach knapp zwanzig Jahren, 1273 wurde sie dem Heiligen Stephanus geweiht. Diese ursprüngliche romanische Basilika erhielt um 1300 einen Westturm, um die Mitte des 14. Jahrhunderts einen gotischen Chor und um 1400 breitere gotische Seitenschiffe. Zwischen 1423 und 1456 errichtete Meister Gisbert Schairt einen Chorumgang. Im Jahr 1475 wurde an der Kirche ein Stiftskapitel eingerichtet.

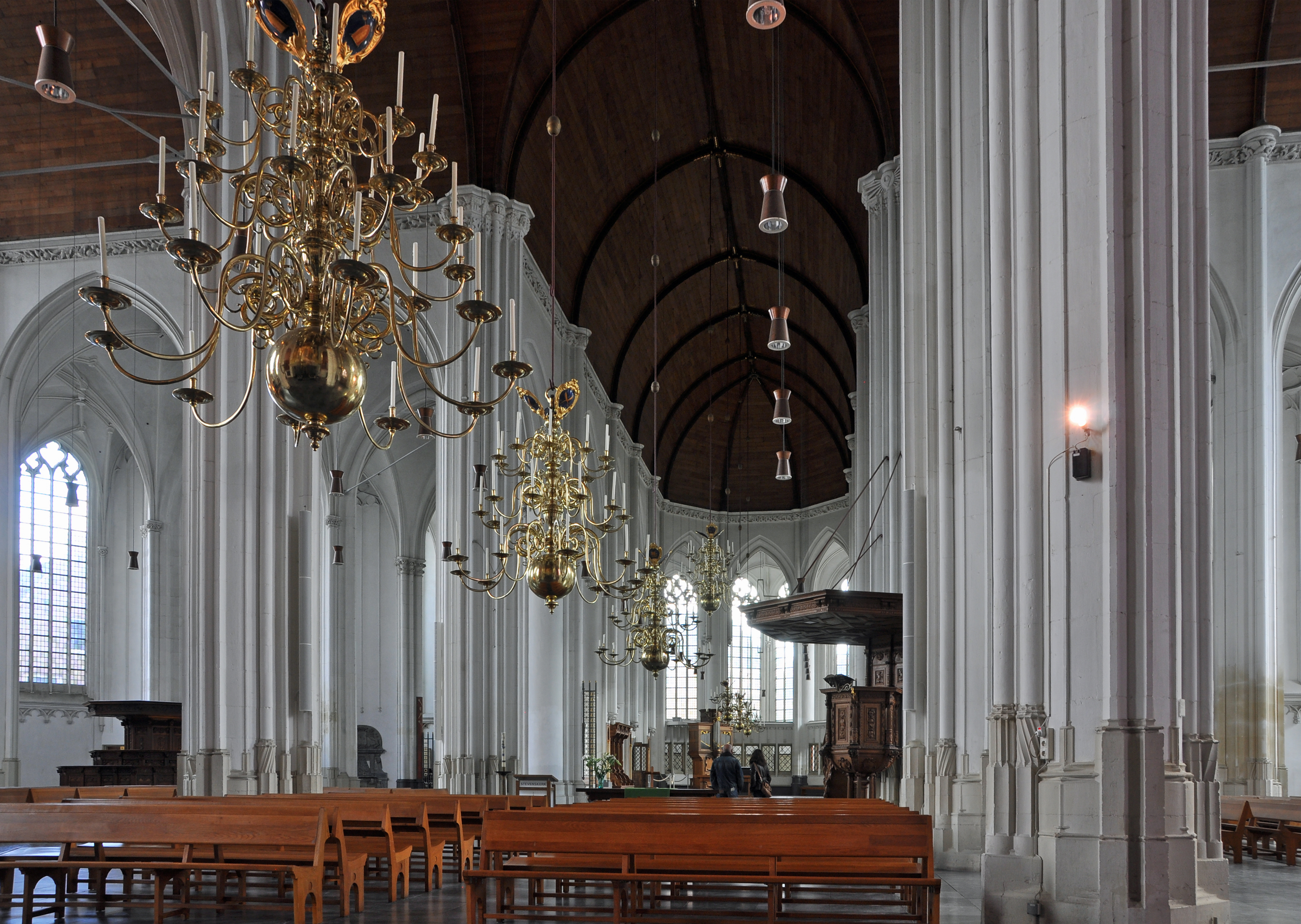
Innenansicht

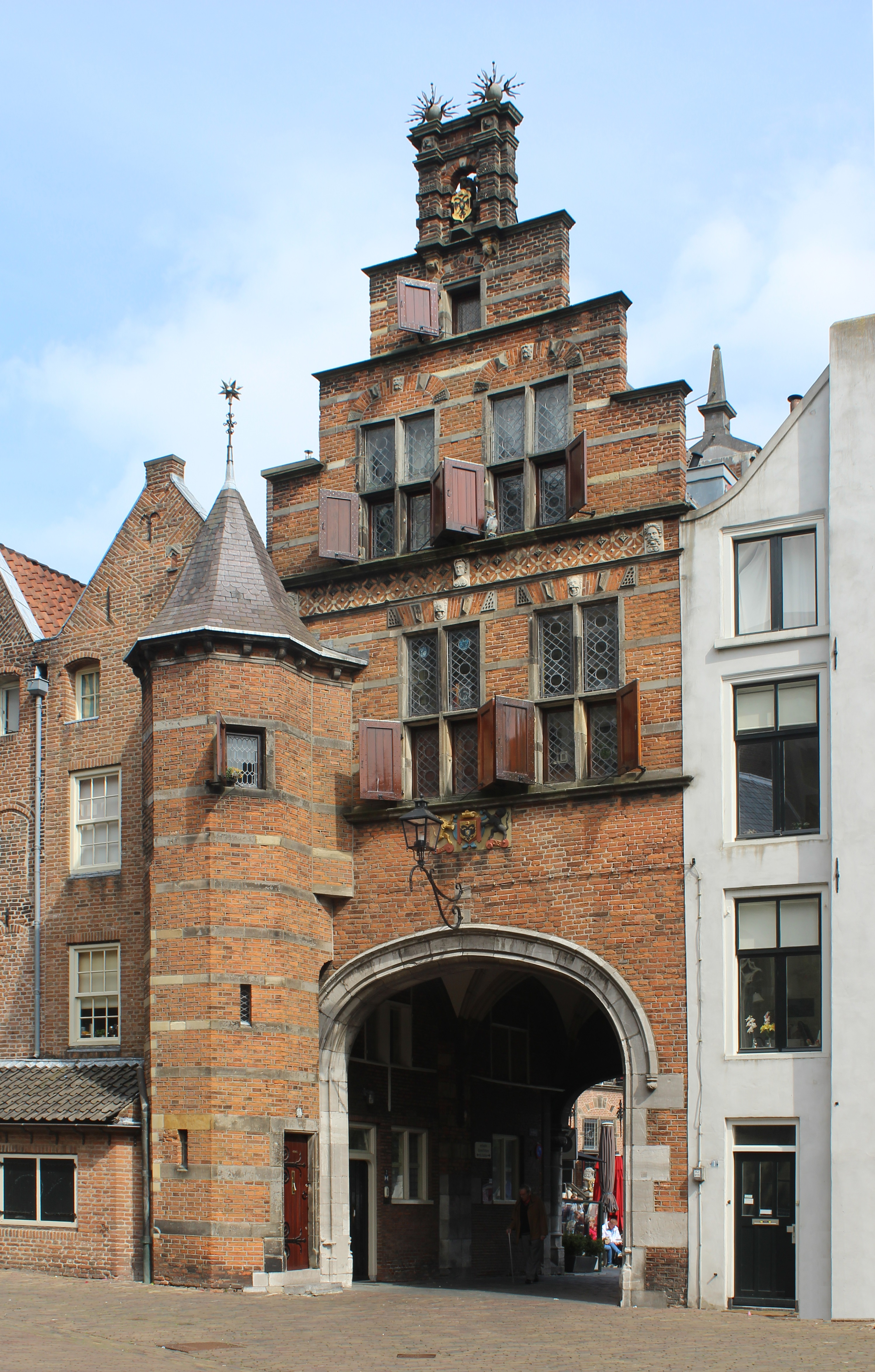
Kirchentorbogen vom Kirchhof aus gesehen

Im 16. Jahrhundert erfolgte der Neubau eines Querhauses in spätgotischen Formen. Nachdem die Ausstattung der Kirche schon vorher dem Bildersturm zum Opfer gefallen war, wurde 1591 endgültig die Reformation eingeführt; das Stift wurde aufgehoben. Die geplante Erneuerung des westlichen Kirchenschiffs wurde nicht mehr durchgeführt. 1604/05 erhielt der Kirchturm seinen charakteristischen Abschluss in Formen der Renaissance. Die monumentale Königsorgel wurde 1774–1776 von Christian Ludwig König erbaut. 1944 wurde die Stevenskerk bei der Bombardierung von Nijmegen schwer beschädigt. Der Wiederaufbau erfolgte von 1953 bis 1969.

## Orgeln
Die Stevenskerk verfügt über vier Orgeln: die Chororgel stammt aus der Zeit um das Jahr 1700, die Assendelftorgel aus dem Jahr 1750, die Königsorgel aus den Jahren 1773–1776, und die Clerinxorgel aus dem Jahr 1848. Mit Ausnahme der Clerinxorgel, die über ein neues Orgelwerk verfügt, haben alle Instrumente den Status „Rijksmonument“.
Die größte, bekannteste Orgel ist die „Königsorgel“. Das Instrument wurde in den Jahren 1773 bis 1776 durch den Kölner Orgelbauer Christian Ludwig König (1717–1789) erbaut. Das Instrument hat 55 Register (ca. 3.600 Pfeifen) auf drei Manualen und Pedal.
| I Rückpositif C–f3 |     |
| Bourdon            | 16′ |
| Prestant           | 8′  |
| Klein bourdon      | 8′  |
| Flûte traverse (D) | 8′  |
| Octaaf             | 4′  |
| Flûte à bec        | 4′  |
| Quint              | 3′  |
| Klein octaaf       | 2′  |
| Flageolet          | 1′  |
| Mixtuur VI         |     |
| Carillon (D) III   |     |
| Trompet            | 8′  |
| Basson             | 8′  |
| Vox humana         | 8′  |
| Tremulant          |     |

| II Hauptwerk C–f3 |        |
| Prestant          | 16′    |
| Octaaf            | 8′     |
| Roergedekt        | 8′     |
| Gemshoorn         | 8′     |
| Quintgedekt       | 6′     |
| Octaaf            | 4′     |
| Roerfluit         | 4′     |
| Tertiaan          | 3 1⁄5′ |
| Superoctaaf       | 2′     |
| Fournituur III    |        |
| Mixtuur VI        |        |
| Trompet (B/D)     | 16′    |
| Trompet           | 8′     |

| III Bovenwerk C–f3 |       |
| Quintadena         | 16′   |
| Coppel             | 8′    |
| Wijdgedekt         | 8′    |
| Viola da gamba     | 8′    |
| Octaaf             | 4′    |
| Quintfluit         | 1 ⁄2′ |
| Mixtuur V          |       |
| Nasard II          |       |
| Cornet (D) VI      |       |
| Superoctaaf (B)    | 2′    |
| Carillon (D) III   |       |
| Trompet (B)        | 4′    |
| Hautbois (D)       | 8′    |
| Vox angelica (B)   | 2′    |
| Vox humana         | 8′    |
| Echo (D)           | 8′    |
| Tremulant          |       |

| Pedalwerk C–d1 |     |
| Principaal     | 16′ |
| Subbas         | 16′ |
| Violonbas      | 16′ |
| Quintbas       | 12′ |
| Octaafbas      | 8′  |
| Roerbas        | 8′  |
| Quint          | 6′  |
| Octaaf         | 4′  |
| Bombarde       | 16′ |
| Trompet        | 8′  |
| Clairon        | 4′  |
| Cornetbas      | 2′  |

- Koppeln I/II, III/II, I/P, II/P